# Güglingen
Güglingen è un comune tedesco di 6 246 abitanti, situato nel land del Baden-Württemberg.
È attraversato dal fiume Zaber.
Alla fine degli anni settanta, a partire dal 1977, il suo centro storico venne rimodernato ad opera dell'architetto urbanista Heinz Rall (1920-2006) e della moglie, l'artista Ursula Stock.